# Muzeum Rewolucji w Hawanie
Muzeum Rewolucji (hiszp. Museo de la Revolución) – muzeum w Hawanie, w dzielnicy Stara Hawana (La Habana Vieja). Muzeum utworzone wkrótce po rewolucji znajduje się w dawnym Pałacu Prezydenckim, w którym urzędowali wszyscy przedrewolucyjni kubańscy prezydenci od Menocala do Batisty.

## Budynek
Były Pałac Prezydencki (Palacio Presicencial) został zaprojektowany przez dwu architektów: Kubańczyka Carlosa Maruri i Belga Paula Belau, wzniesiony w 1920 roku i otwarty przez prezydenta Menocala w tymże roku, pełnił swą funkcję do 1959. Budowla ma zdobienia w stylu neoklasycznym wykonane w 1920 roku przez przedsiębiorstwo Tiffany & Co. z Nowego Jorku. Budynek nosi ślady kul po ataku rewolucjonistów 13 marca 1957.

## Wystawy
Ekspozycja muzealna poświęcona jest głównie okresowi walk rewolucjonistów kubańskich w latach 50., Rewolucji Kubańskiej i porewolucyjnej historii kraju. Część wystaw dotyczy okresu przedrewolucyjnego i okresu wojny z Hiszpanią o wyzwolenie Kuby.
Najważniejszym eksponatem wystawy plenerowej jest jacht Granma, którym przypłynęli z Meksyku rewolucjoniści pod wodzą Fidela Castro osłonięty szklaną konstrukcją. Wokół niego znajdują się czołg i inne pojazdy, związane z rewolucją. Znajduje się tu też rakietowy pocisk przeciwlotniczy, użyty do zestrzelenia amerykańskiego samolotu U-2 w czasie kryzysu kubańskiego oraz silnik z tego samolotu. Przed muzeum stoi radzieckie działo samobieżne SU-100.

## Galeria

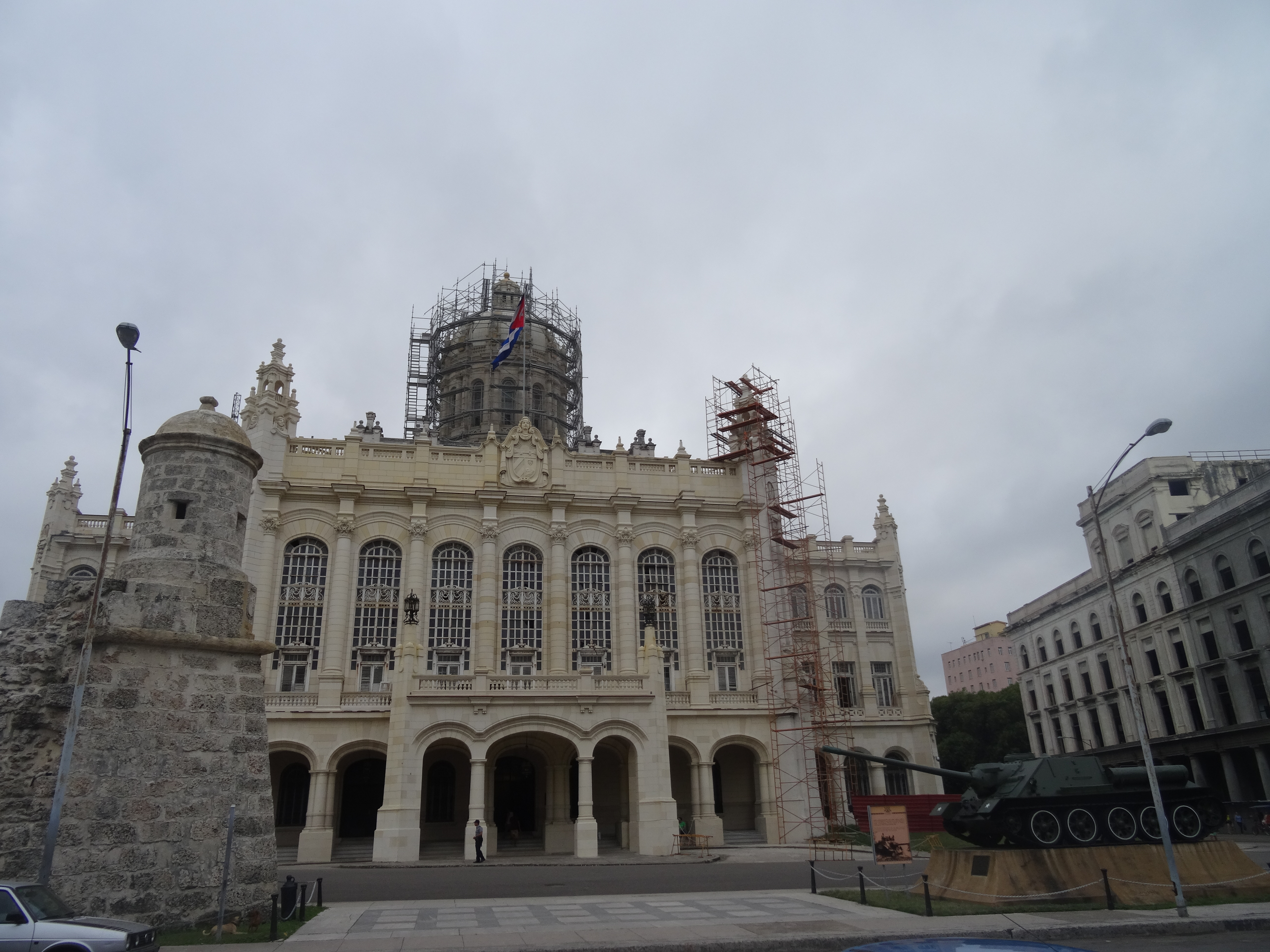
Muzeum Rewolucji w Hawanie w 2014.
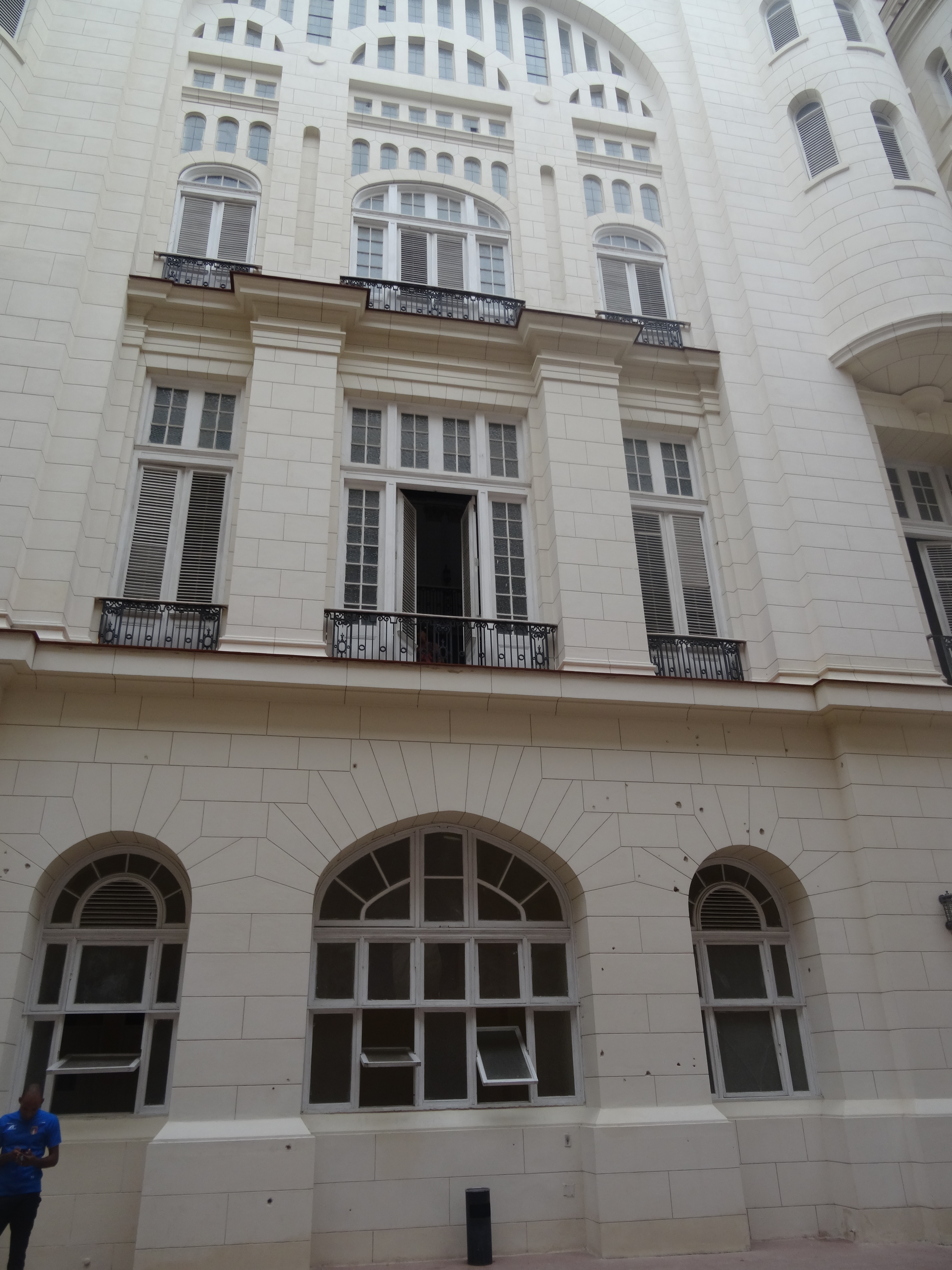
Dziedziniec wewnętrzny Muzeum Rewolucji. Widoczne ślady po pociskach.
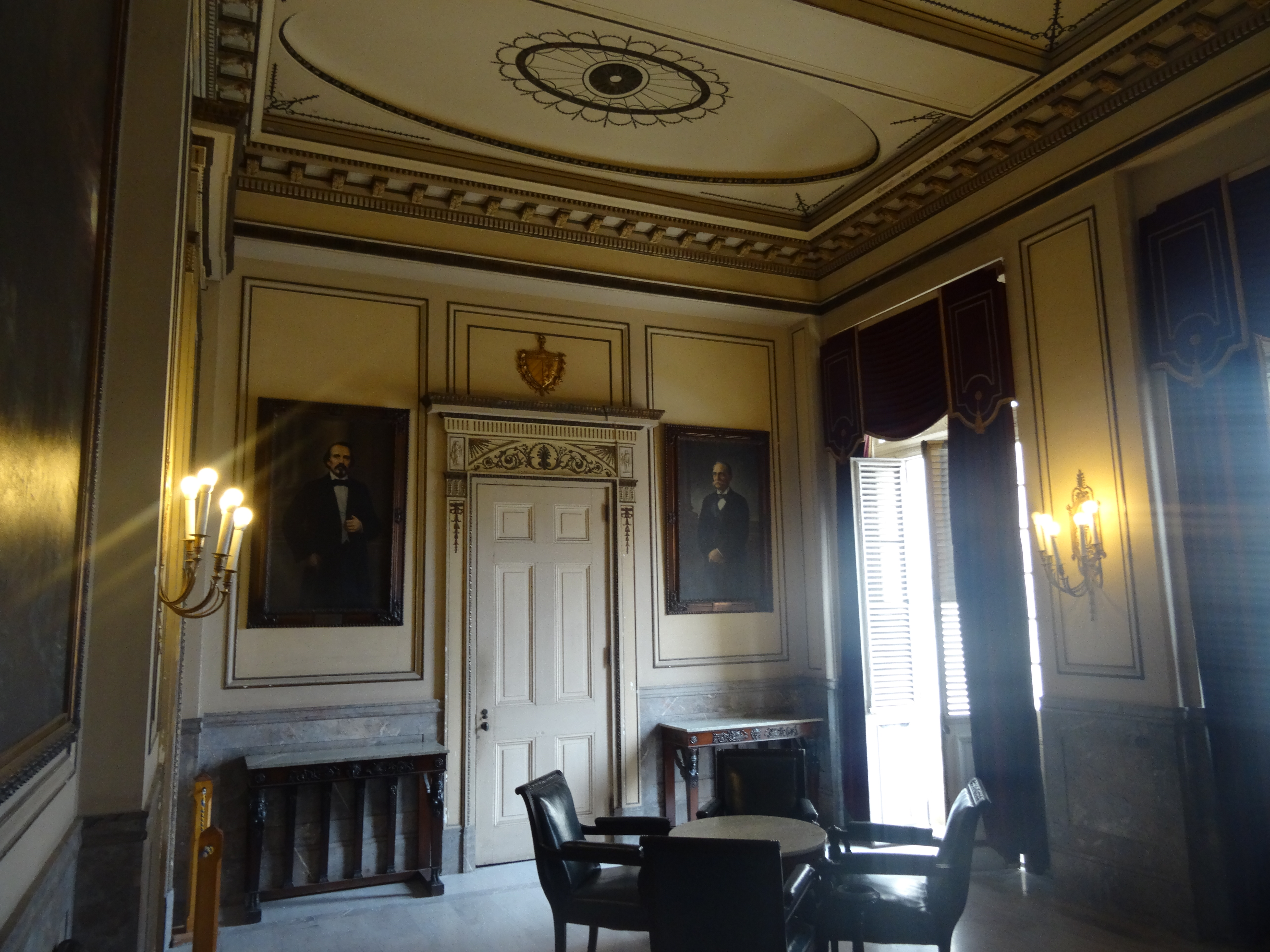
Gabinet prezydencki w dawnym Pałacu Prezydenckim, obecnie Muzeum Rewolucji.
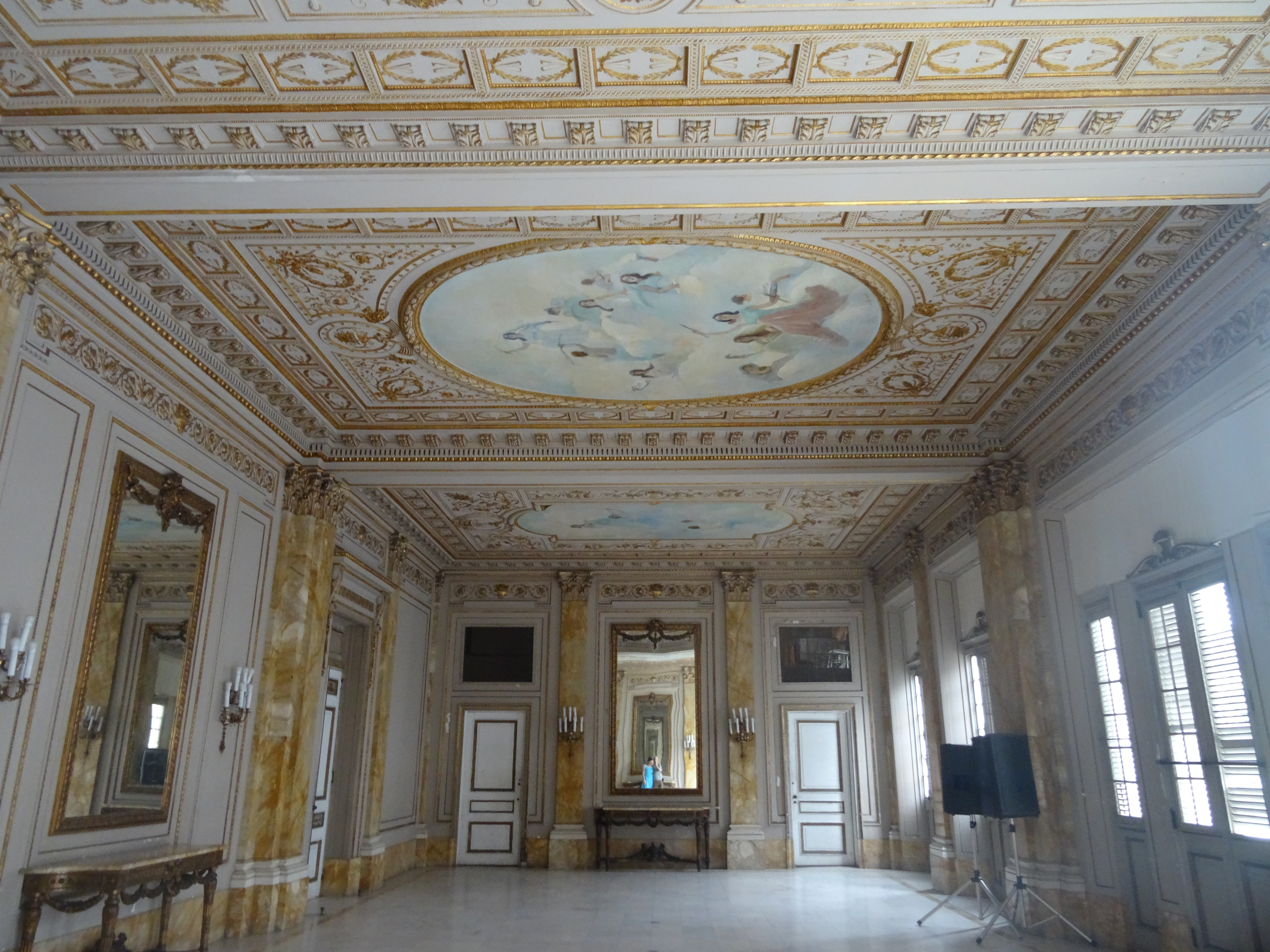
Złota Sala w stylu Ludwika XVI w dawnym Pałacu Prezydenckim w Hawanie (obecnie Muzeum Rewolucji).
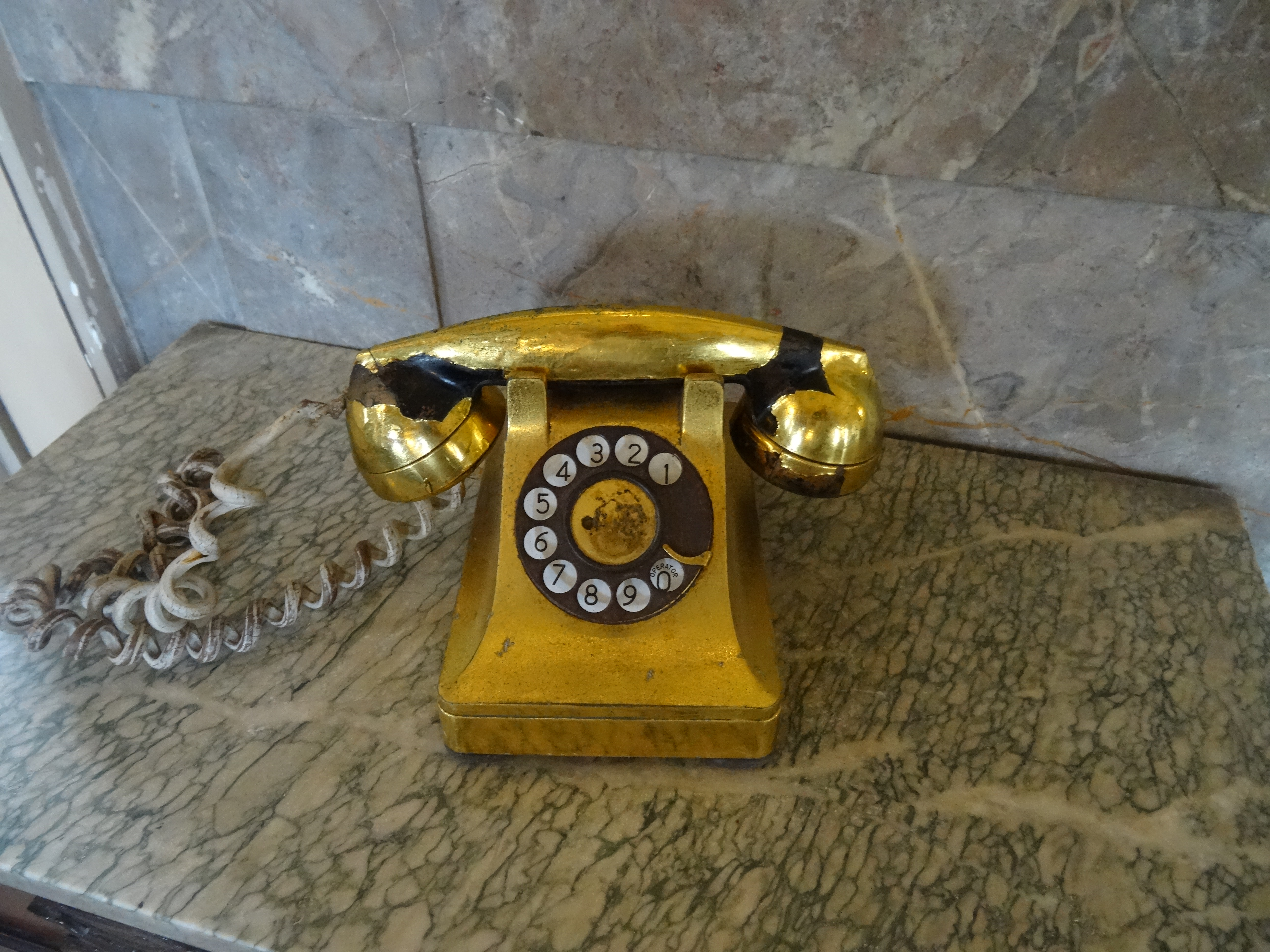
Pokryty złotem telefon podarowany Batiście przez International Telegraph and Telephone Company (ITT).
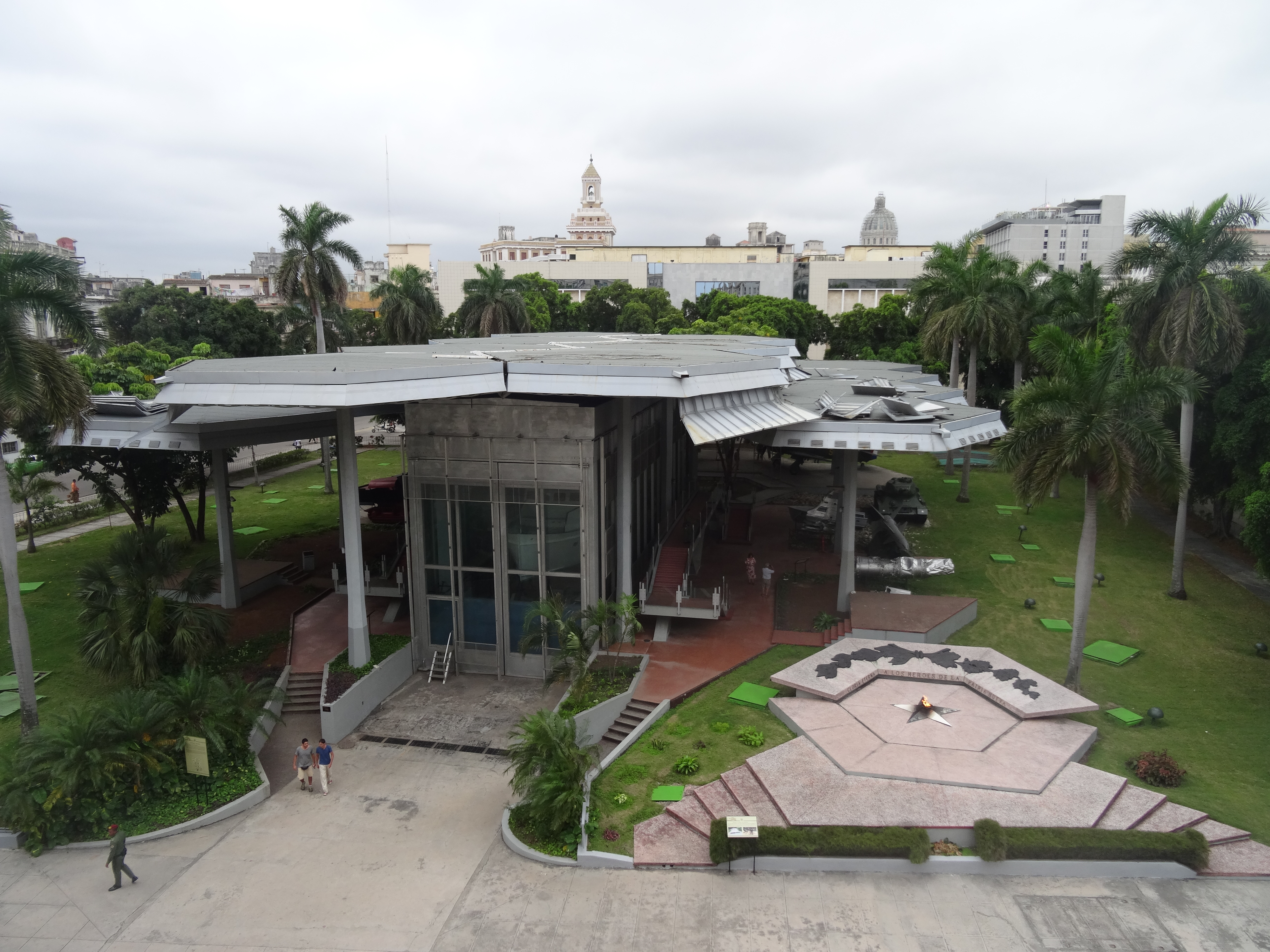
Memorial Granma
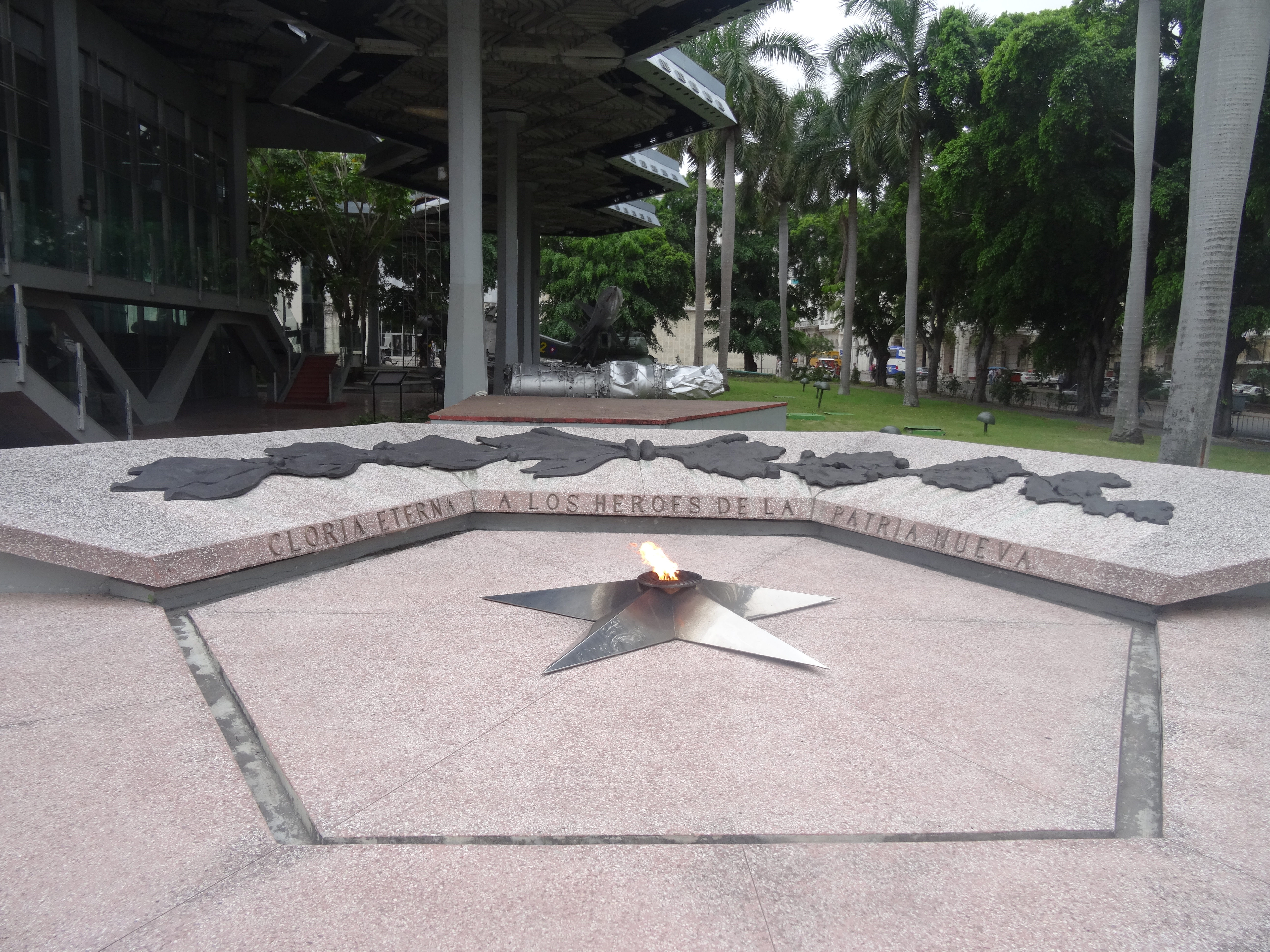
Monument Bohaterów Nowej Ojczyzny
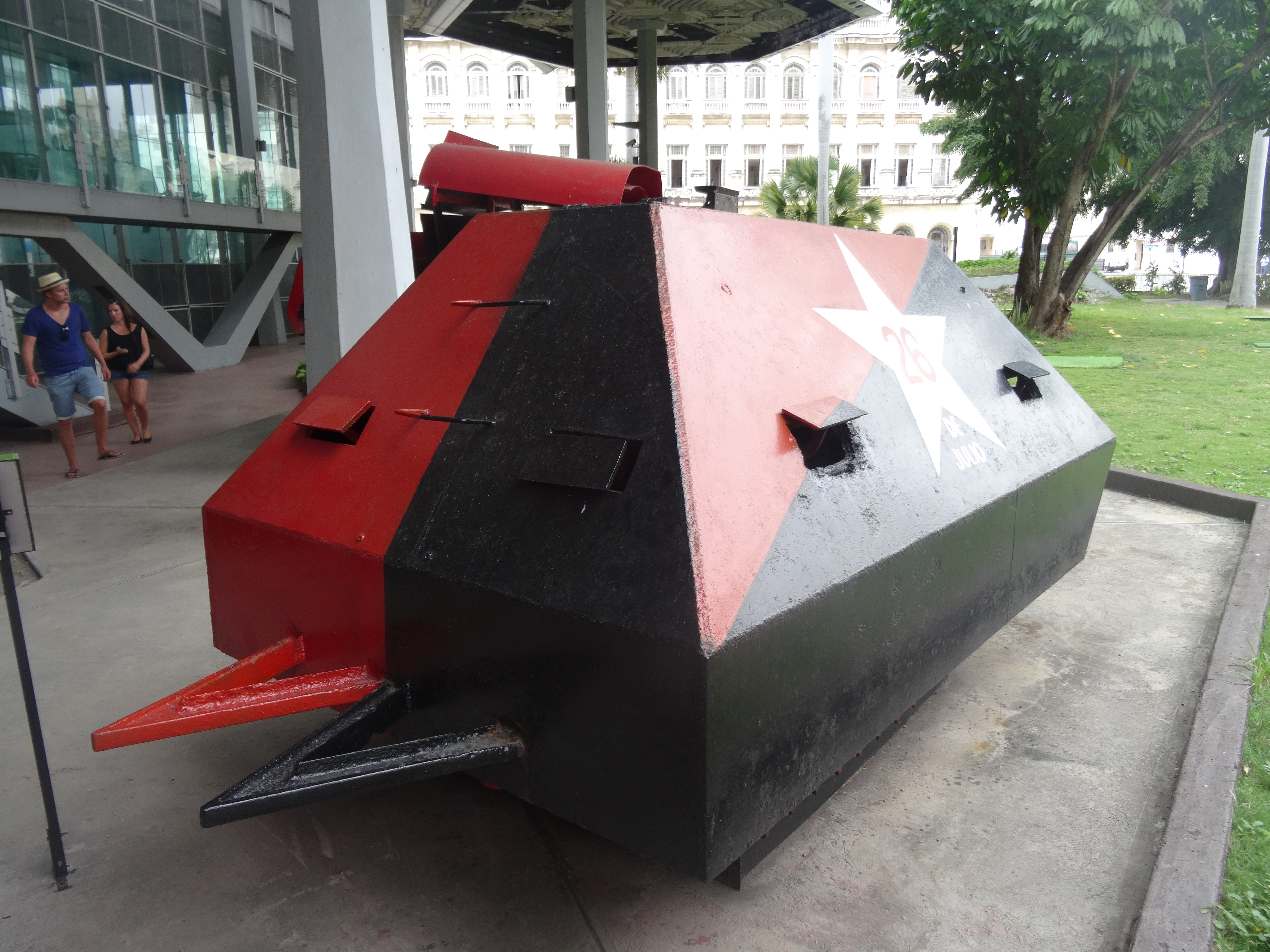
Pojazd opancerzony na podwoziu ciągnika.
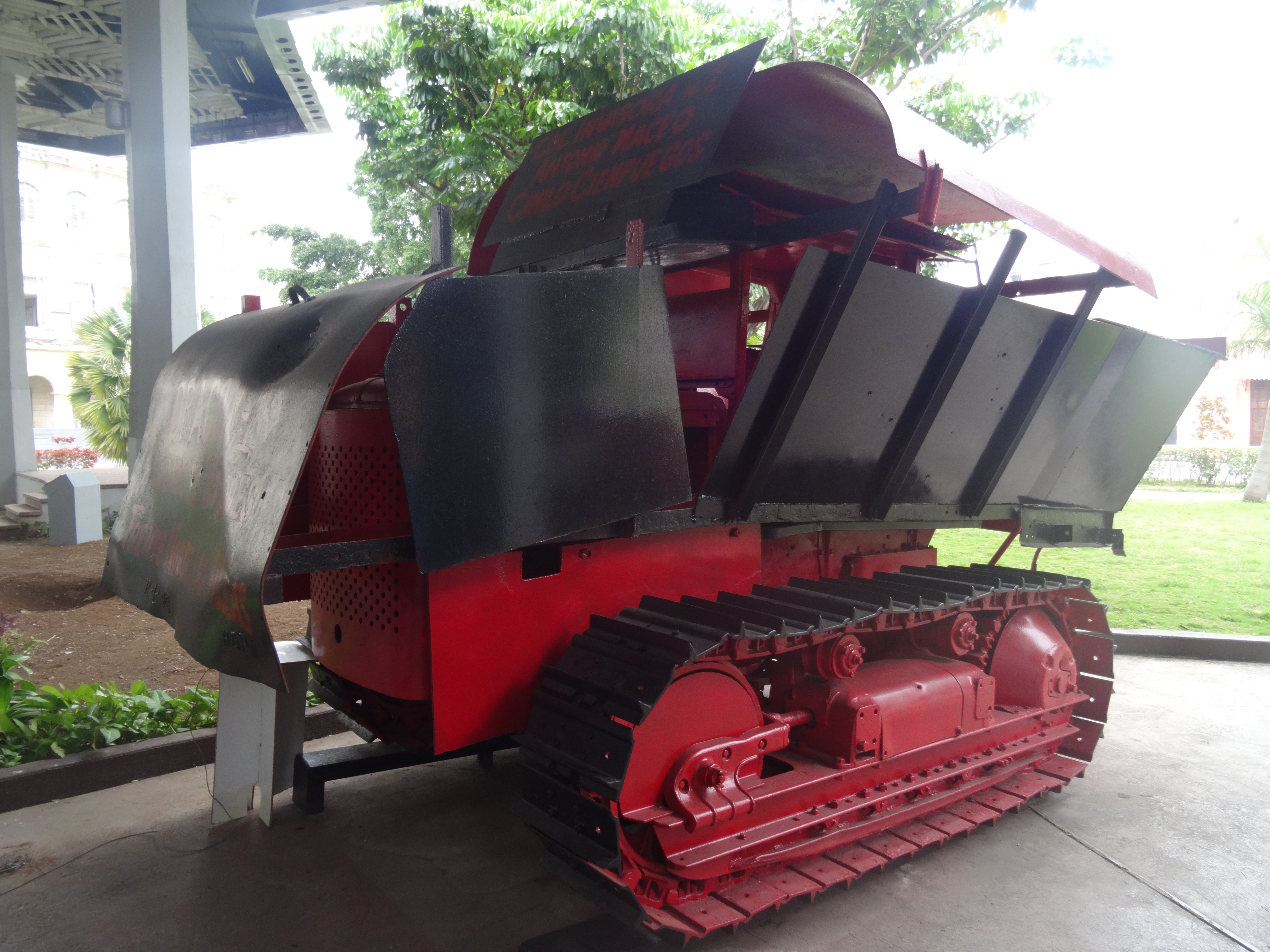
Pojazd opancerzony na podwoziu traktora wyposażony w miotacz płomieni
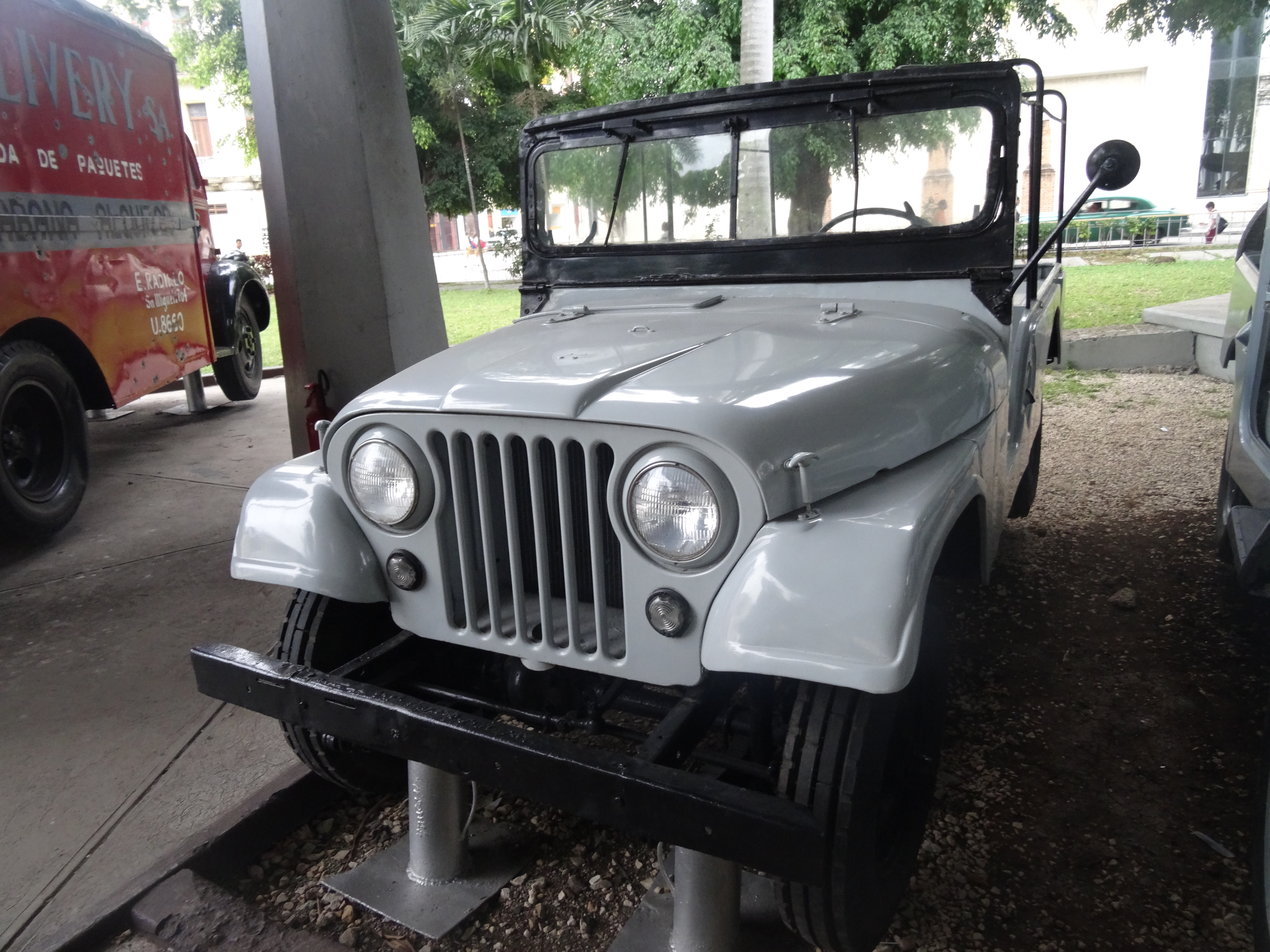
Willys M38A1 zdobyty na żołnierzach Batisty, używany przez komendanta Bosque.
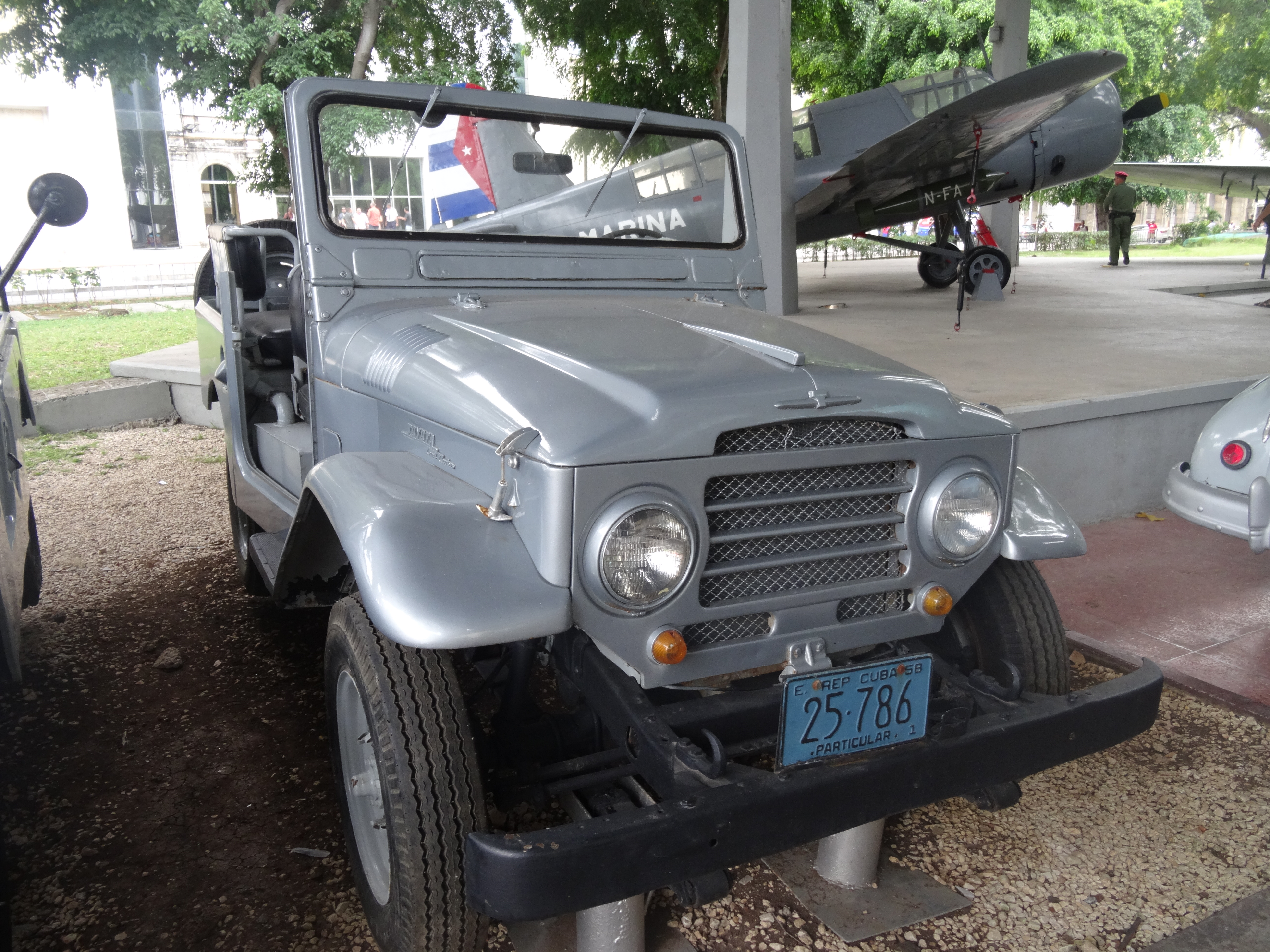
Toyota Land Cruiser używana przez Raula Castro w 1958.
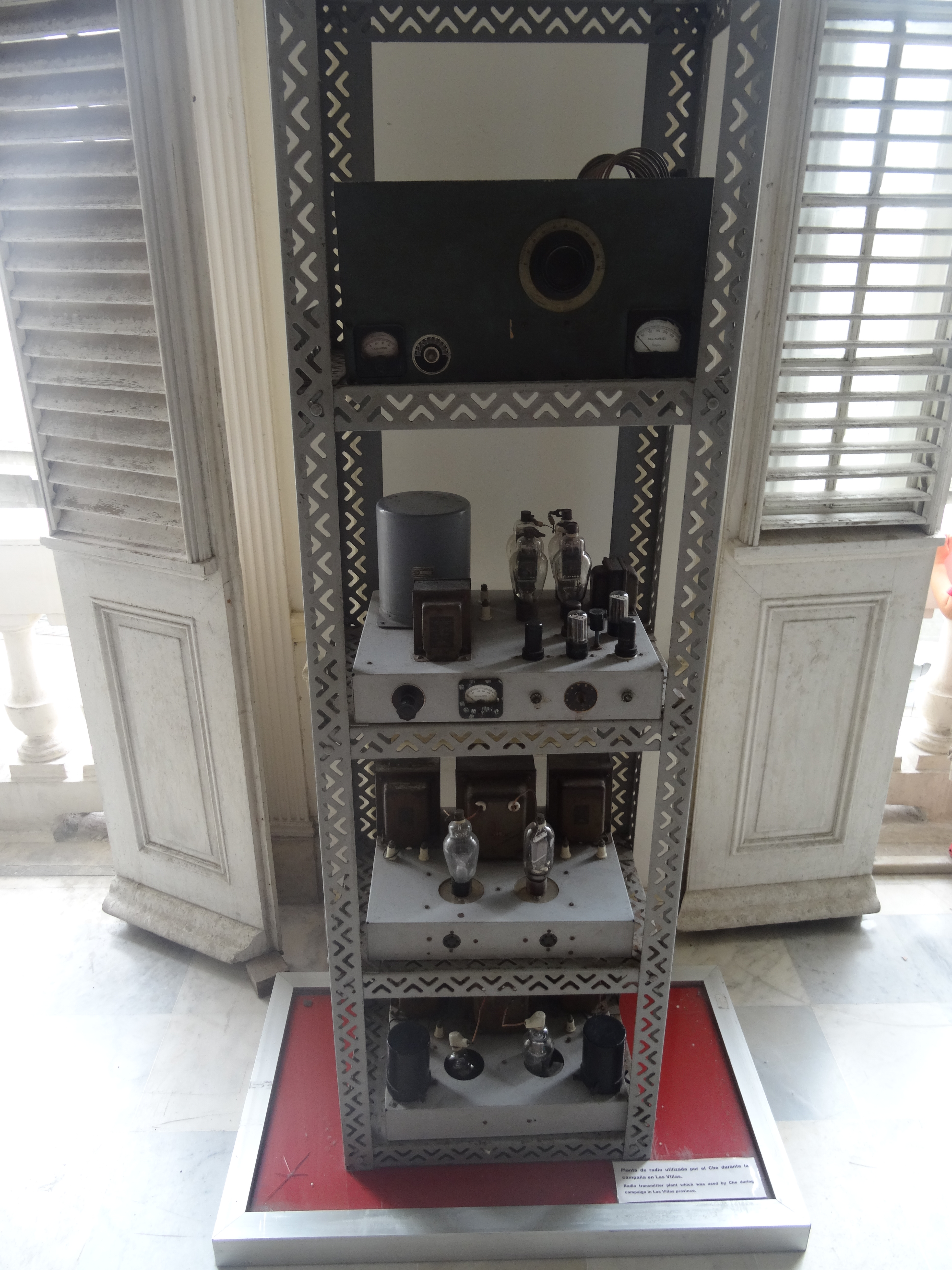
Radiostacja używana przez Che Guevarę w czasie kampanii Las Villas.
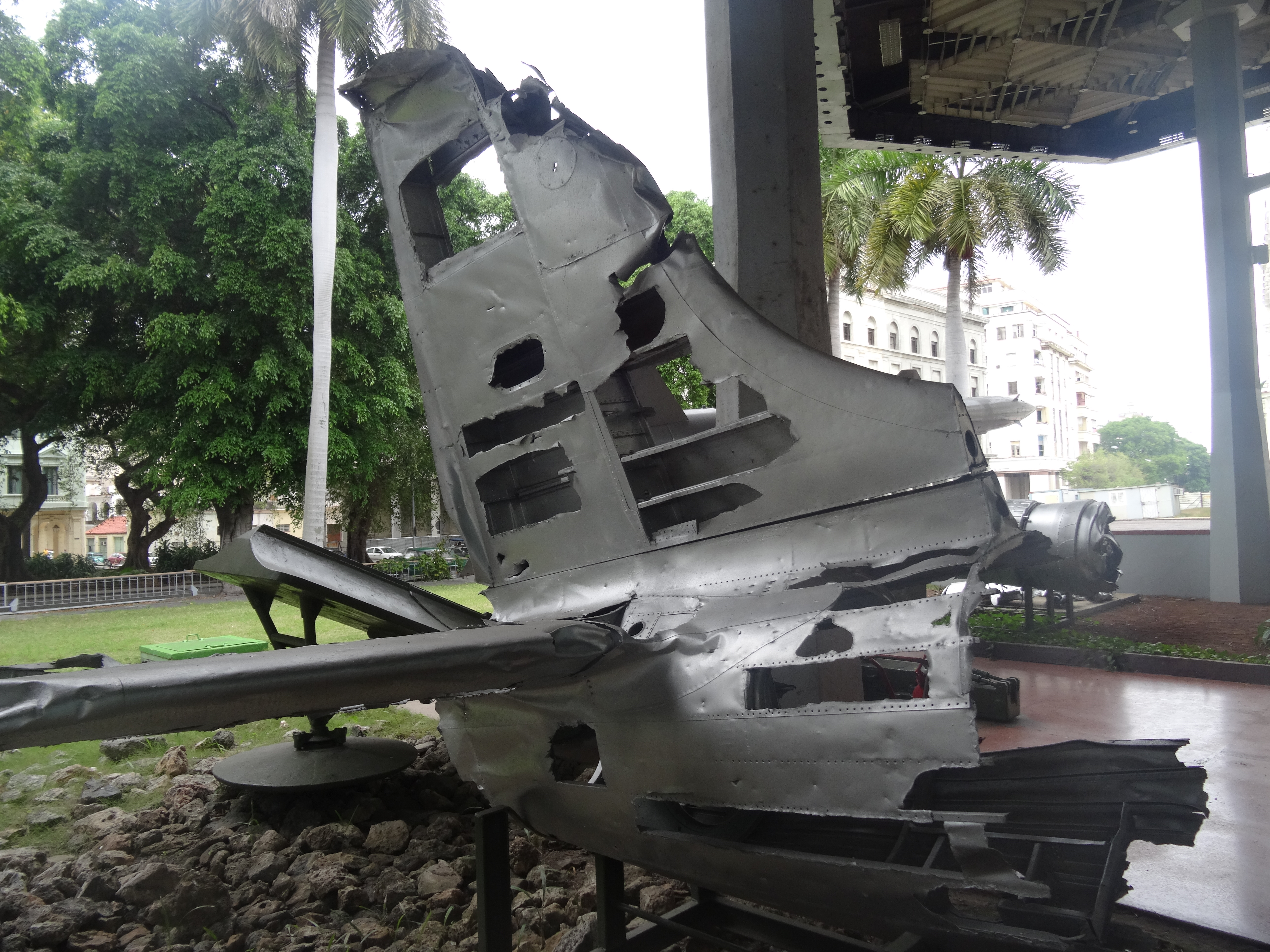
Szczątki amerykańskiego bombowca B-26 pilotowanego przez kubańskiego emigranta, zestrzelonego w czasie inwazji w Zatoce Świń w 1961.
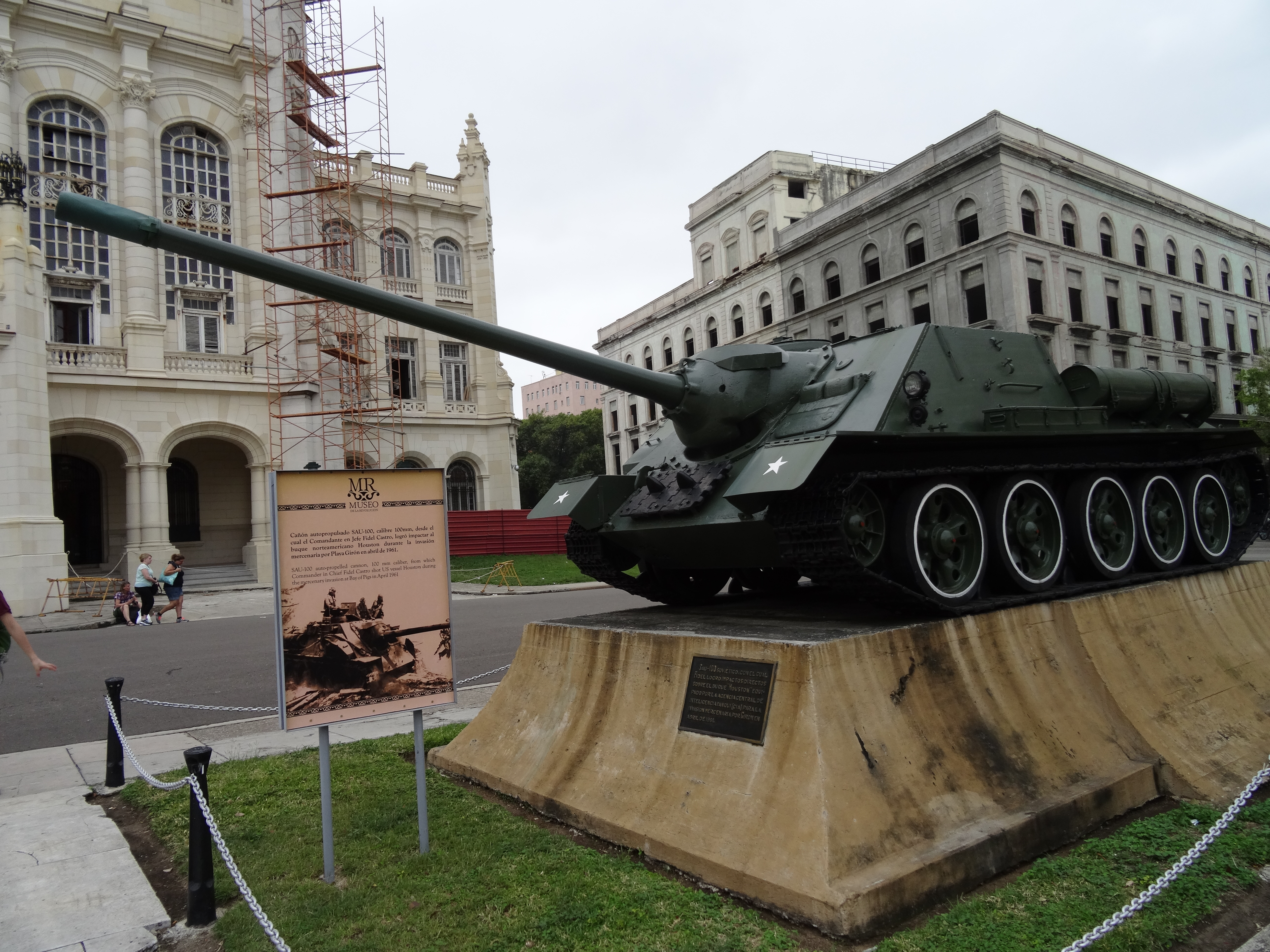
Działo samobieżne SU-100 przed Muzeum Rewolucji.
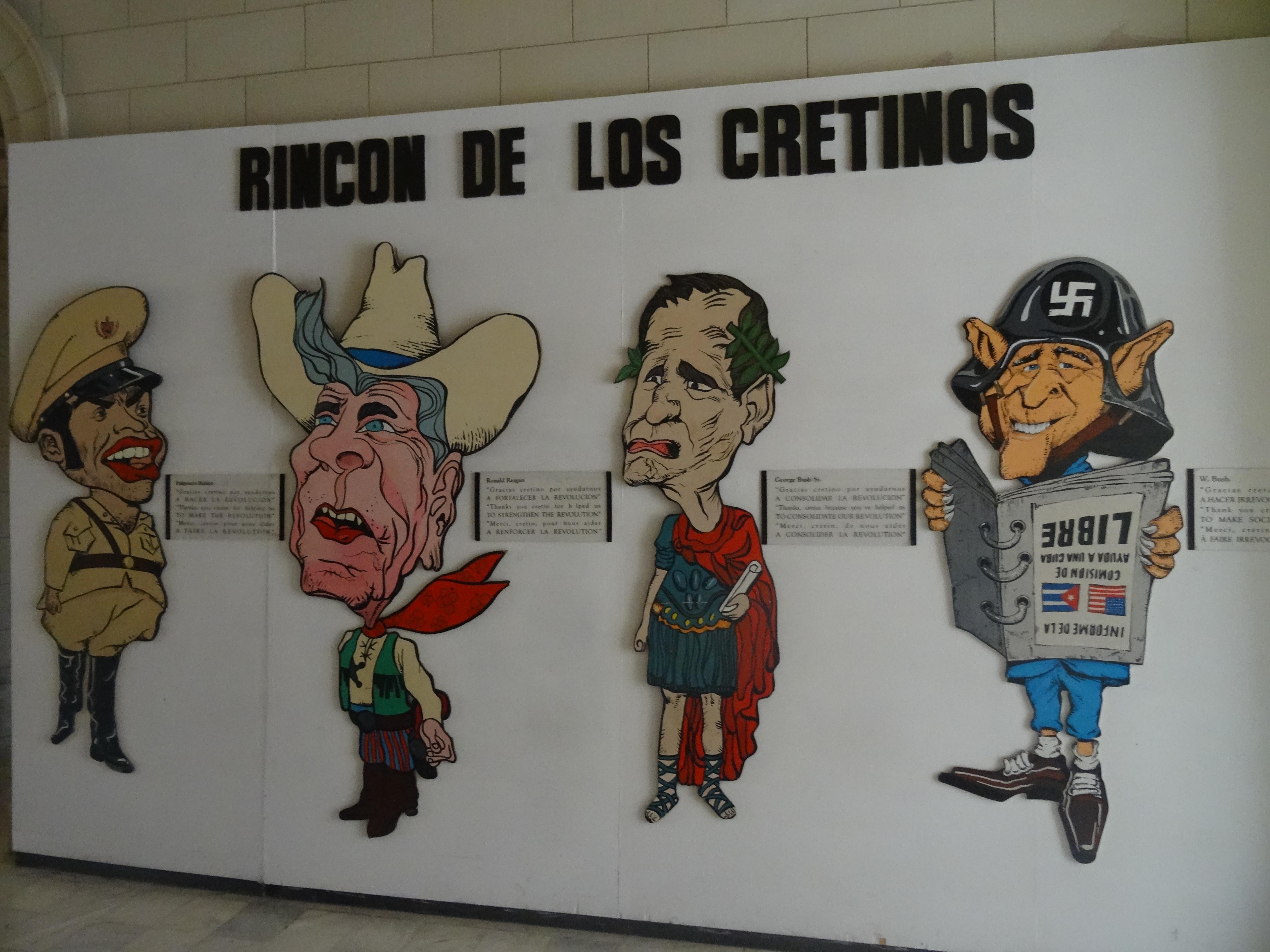
„Rincon de los cretinos” – karykatury prezydentów: Batisty, Reagana, G. Busha i W. Busha.